# Loi
Pour les articles homonymes, voir Loi (homonymie).
Pour les sciences, voir Loi scientifique.
Pour l’article ayant un titre homophone, voir L'Oie.
 (novembre 2017).
Si vous disposez d'ouvrages ou d'articles de référence ou si vous connaissez des sites web de qualité traitant du thème abordé ici, merci de compléter l'article en donnant les références utiles à sa vérifiabilité et en les liant à la section « Notes et références ».

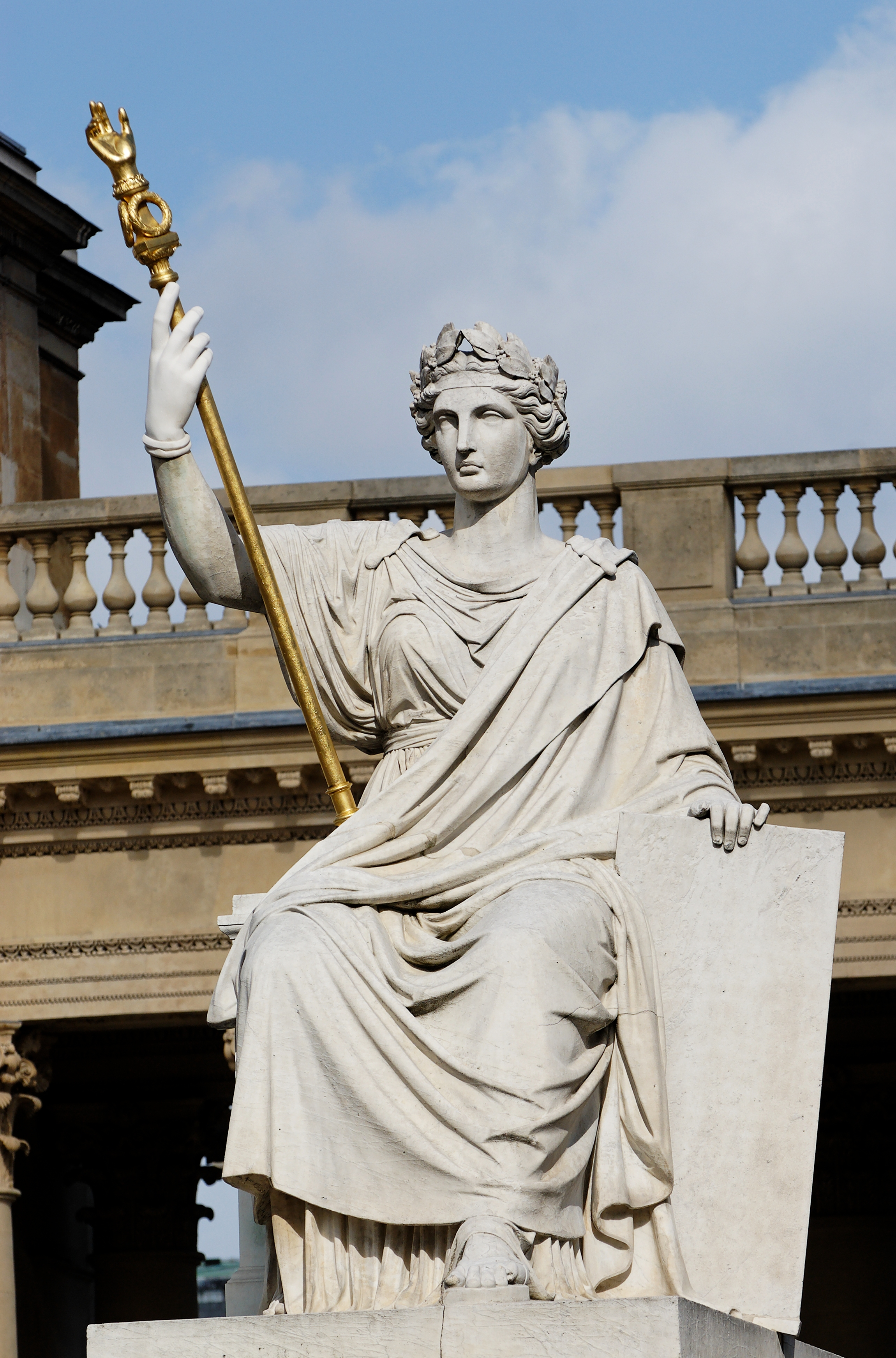
La Loi, par Jean-Jacques Feuchère.

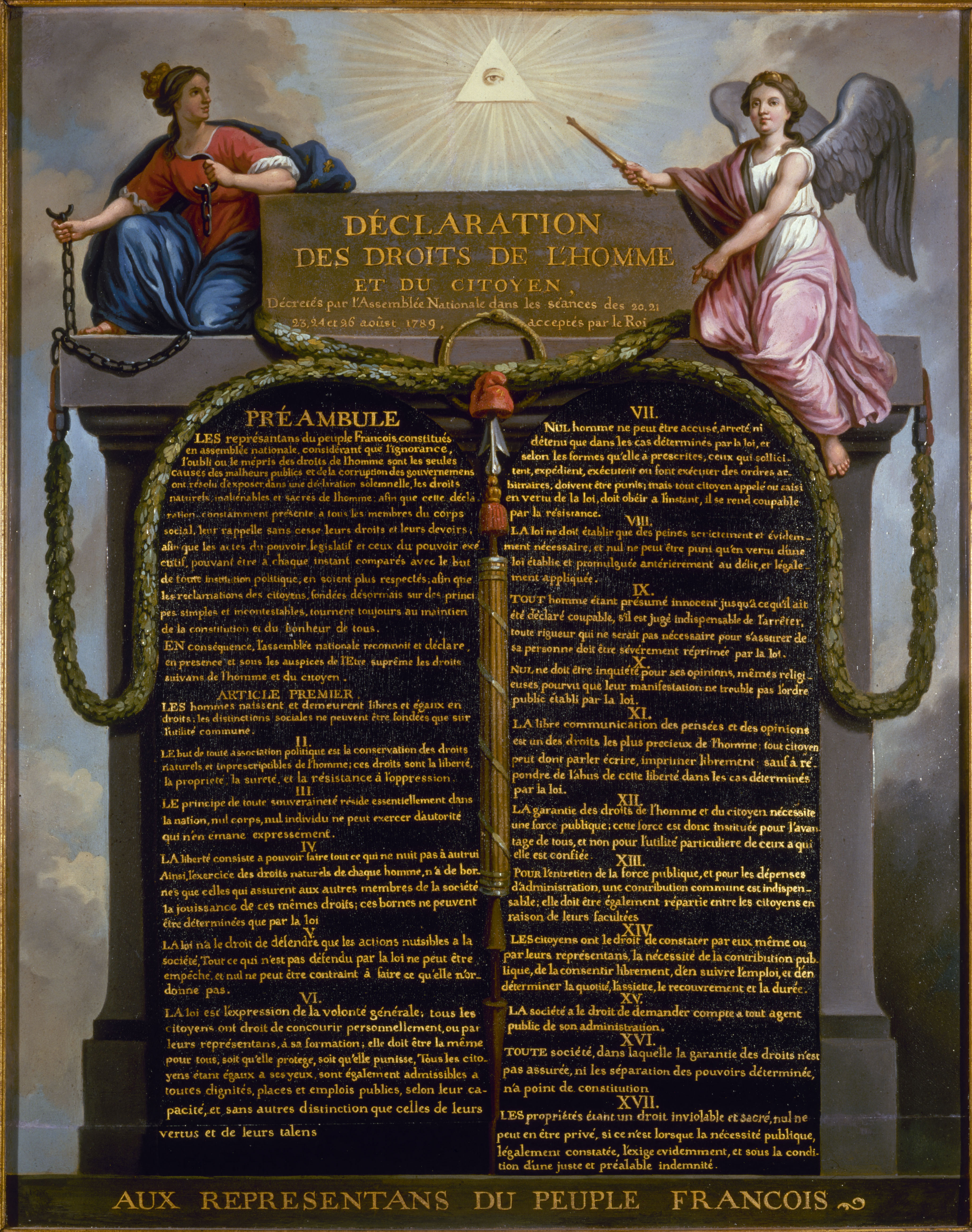
La Déclaration des Droits de l'Homme et du Citoyen française, qui a toujours une valeur constitutionnelle en France.

En droit, la loi (du latin lex, legis, qui signifie loi, acte normatif) est une règle juridique. La notion de loi se définit par rapport au contrat et au traité (qui résultent d'une négociation entre égaux (sur le plan du droit)) mais aussi par rapport à d'autres sources de droit : la tradition (us et coutumes), la jurisprudence, le droit naturel, les lois fondamentales (constitution, « grande charte », etc.), et les règlements et autres actes écrits du pouvoir exécutif. La loi est l'œuvre du pouvoir législatif, souvent incarné par un parlement représentant du peuple. Dans les pays qui ont gardé des formes de démocratie directe, la loi peut être votée par l'ensemble des citoyens. La loi dans son sens le plus large correspond à une norme juridique, quelle qu'en soit la nature.
La loi (ou législation) est le commandement volontaire d'une autorité. En droit, le terme loi a plusieurs sens, dont celui de source d'une norme juridique et d'acte réglementaire. Le droit juridique est « autoritaire », puisqu'il est édicté par un sujet généralement valablement habilité à le faire (élément qui s'applique également, par exemple, à un dictateur, qui a une légitimité de fait). La loi juridique est « sanctionnante (it) », prévoyant la production de conséquences pour la réalisation du cas d’espèce (it) concret (à entendre aussi, et peut-être plus fréquemment, au contraire, pour le cas d'inobservation de la prescription), selon un schéma "précepte-sanction", : si "A" (précepte (it)) se produit, "B" (sanction (it)) se produit. Le terme droit est utilisé en droit avec une multiplicité de sens. Il peut, en effet, désigner la règle de droit ; l'acte réglementaire (loi au sens matériel) ; l'acte légal (it) par lequel le pouvoir législatif exerce sa fonction (loi au sens formel) ; l'ensemble des normes juridiques qui constituent l'ordre juridique, c'est-à-dire du droit objectif. Parmi ces significations, les deux premières et la dernière peuvent également se référer à des systèmes juridiques autres que l'État, tandis que la troisième se réfère uniquement aux systèmes étatiques et, plus précisément, aux États dans lesquels le principe de la séparation des pouvoirs est en vigueur et, donc, il y a un pouvoir législatif séparé des autres pouvoirs d'un État de droit.

## À l’origine
La pensée grecque distingue les lois tirées de la coutume (en grec, ἔθη), usages nationaux très anciens qui se perpétuent et assurent la cohésion sociale, et d’autre part la loi naturelle ou universelle, commune à tous les hommes. Cette nouvelle doctrine sera introduite et développée par le sophiste Hippias d'Élis pour qui « la loi [positive], tyran des hommes, impose sa contrainte à la nature ».
À la fin du VIIIe siècle av. J.-C., Sparte rend intangible la Grande Rhêtra de Lycurgue, qui est une sorte de constitution non écrite ; mais c’est Athènes qui invente véritablement le règne et l’amour de la loi avec la législation de Dracon, puis celle de Solon. Leurs réformes instaurent à la fois l’ordre juridique (l'eunomie, εὐνομία / eunomía) et l’ordre social (εὐκοσμία / eukosmía). L’apport fondamental d’Aristote en matière de sciences morales et politiques consiste, en particulier, à montrer la supériorité de la loi sur le règne d’un homme, fût-il le meilleur, car la loi, impersonnelle et dépouillée des passions aveugles dont l’individu est la proie, c’est, dit-il, « la raison libérée du désir ». Ainsi est posé le principe de la souveraineté de la loi : « C’est dans les lois que réside l’autorité souveraine, dans les lois correctement établies. » La loi doit elle-même « être établie en conformité avec le régime constitutionnel », dit encore Aristote. La pensée grecque avait depuis longtemps, dès l’époque d’Homère, conçu la notion de hiérarchie en matière de droit : elle faisait la distinction entre les sentences ou règles créant une légalité occasionnelle, les Dikai (δίκαι), et les règles de droit public anciennes et réputées sacrées au point d’être considérées comme éternelles et inviolables, les thesmoi (θεσμός). Cette distinction est abandonnée quand se met en place le droit positif avec les lois, les nomoi (νόμος). L'ensemble des lois organiques qui fonde l’autorité suprême du gouvernement dans la cité grecque établit ainsi de fait une hiérarchie des normes.

## Définitions philosophiques
Au Ve siècle av. J.-C., Xénophon donne, dans les Mémorables, une définition de la loi selon Périclès : « Toute délibération en vertu de laquelle le peuple assemblé décrète ce qu’on doit faire de bien ou non ; ce que le pouvoir qui commande dans un État ordonne, après en avoir délibéré ». D’après les Définitions du pseudo-Platon, la loi est la « décision politique du grand nombre, qui vaut sans limitation dans le temps ». Au Livre Premier des Lois de Platon, la définition donnée pour une loi est « jugement de la raison qui est la décision commune de l'État ». Selon Aristote, la loi est « un discours déterminé par le consentement unanime de la cité, indiquant comment il faut faire chaque chose ». Friedrich Engels pense que « la législation a pour but de protéger le possédant contre celui qui n'a rien. C'est uniquement parce qu'il y a des gens qui n'ont rien que les lois sont une nécessité ».

## Histoire
Les lois doivent être faites, a dit Théophraste, en vue de ce qui arrive le plus souvent, et non en vue d'événements extraordinaires. Les législateurs, dit Théophraste, ne tiennent aucun compte de ce qui n'arrive qu'une fois ou deux.

## Vue d'ensemble
La loi est comprise dans l'ensemble de règles et de normes dans une société donnée[réf. nécessaire]. Loi est souvent le terme générique pour tous les actes, où qu'ils soient dans la hiérarchie des normes (normes constitutionnelles, légales au sens formel ou strict, réglementaires...). Si la loi n'est pas respectée par les individus, cela peut engendrer des sanctions judiciaires (pénales ou civiles).
Sur le plan de sa forme, une loi est un acte juridique pris par une autorité précise, en général le parlement, qui est légitime et a les moyens de commander. Une loi se compose d'un ensemble de signifiants (les mots) : les « mots sont la clé, les clés de la loi ».
Dans les pays qui connaissent une forme de séparation des pouvoirs, la loi est une norme juridique adoptée par le pouvoir législatif dans les formes et procédures prescrites par le droit constitutionnel du lieu. Son application peut être ensuite précisée par un texte pris par le pouvoir exécutif, tel qu'un décret d'application en France ou un arrêté royal en Belgique, et sera par ailleurs encore précisée par l'interprétation qui en sera faite par les tribunaux.
La loi est la source principale du droit dans les pays de tradition civiliste. Même dans les pays de common law, la loi tend à prendre un poids particulier. Même si elles tendent à être confondues, les notions de loi et de règle de droit restent distinctes. La règle de droit est un outil à la disposition du juriste qui lui permet de rendre un travail conforme à l'idéal de justice. Toute liberté ou tout droit implique nécessairement, pour s'exercer complètement, un devoir de tolérance et de respect, voire de responsabilité. La loi n'est donc pas forcément une règle de droit puisque par définition elle n'est pas obligatoirement créée dans un but d'idéal de justice[réf. nécessaire].

### Loi et contrat
On oppose souvent les contrats, dont les traités, aux lois (au sens matériel du terme). Les premiers sont des actes juridiques traduisant une logique « horizontale » : les sujets de droit sont juridiquement égaux lorsqu'ils contractent, même s'ils sont inégaux par d'autres aspects. Les secondes suivent une logique « verticale », puisque les individus ne font qu'appliquer une loi fixée par une autorité hiérarchiquement supérieure.
Le vocabulaire juridique porte la trace de cette distinction : les traités, les conventions et les contrats sont conclus alors que les constitutions et tous les autres actes de nature législative ou réglementaire sont promulgués : lois, ordonnances, décrets (autonomes, et d'applications), arrêtés et circulaires.
Néanmoins, dans un tel cadre, se pose la question de la nature de l'autorité supérieure, et de la justification de sa supériorité. Dans les sociétés fondées sur une base religieuse on peut relier la loi à l'impératif divin, et les sociétés traditionnelles se rattachent à l'autorité du passé, mais dans les sociétés laïcisées et modernes cette question a pris de l'acuité. Ainsi émergea la notion de contrat social, instituant cette autorité supérieure : la loi est fondée sur une sorte de contrat. Dans les situations de troubles, le contrat social est rompu, l'autorité contestée, et les lois vacillent.
Quelle qu'en soit l'origine, le rôle de l'autorité supérieure est d'imposer la loi, avec une force potentiellement supérieure à celle des actes individuels, qui doivent donc la respecter. Cependant, la loi peut n'être qu'une norme par défaut, qui laisse les individus fixer d'autres règles s'ils le souhaitent. On distingue donc
- Les lois dites impératives, que nul ne peut écarter (notion d'ordre public). Par exemple un contrat stipulant qu'un individu s'engage à en tuer un autre est clairement illicite donc nul de plein droit. Ainsi personne ne peut réclamer en justice l'exécution du contrat puisqu'il est contraire à la loi.
- Les lois dites supplétives, qui s'appliquent en l'absence de volonté contraire de leurs destinataires qui peuvent s'accorder dans le contrat ou autre acte qui les lie. Ainsi, il existe une loi qui fixe les compétences des tribunaux de façon qu'il soit toujours possible de porter une affaire devant un tribunal ou un autre, mais il reste possible de fixer dans un contrat quel serait le tribunal compétent en cas de litige.

### Hiérarchie des normes

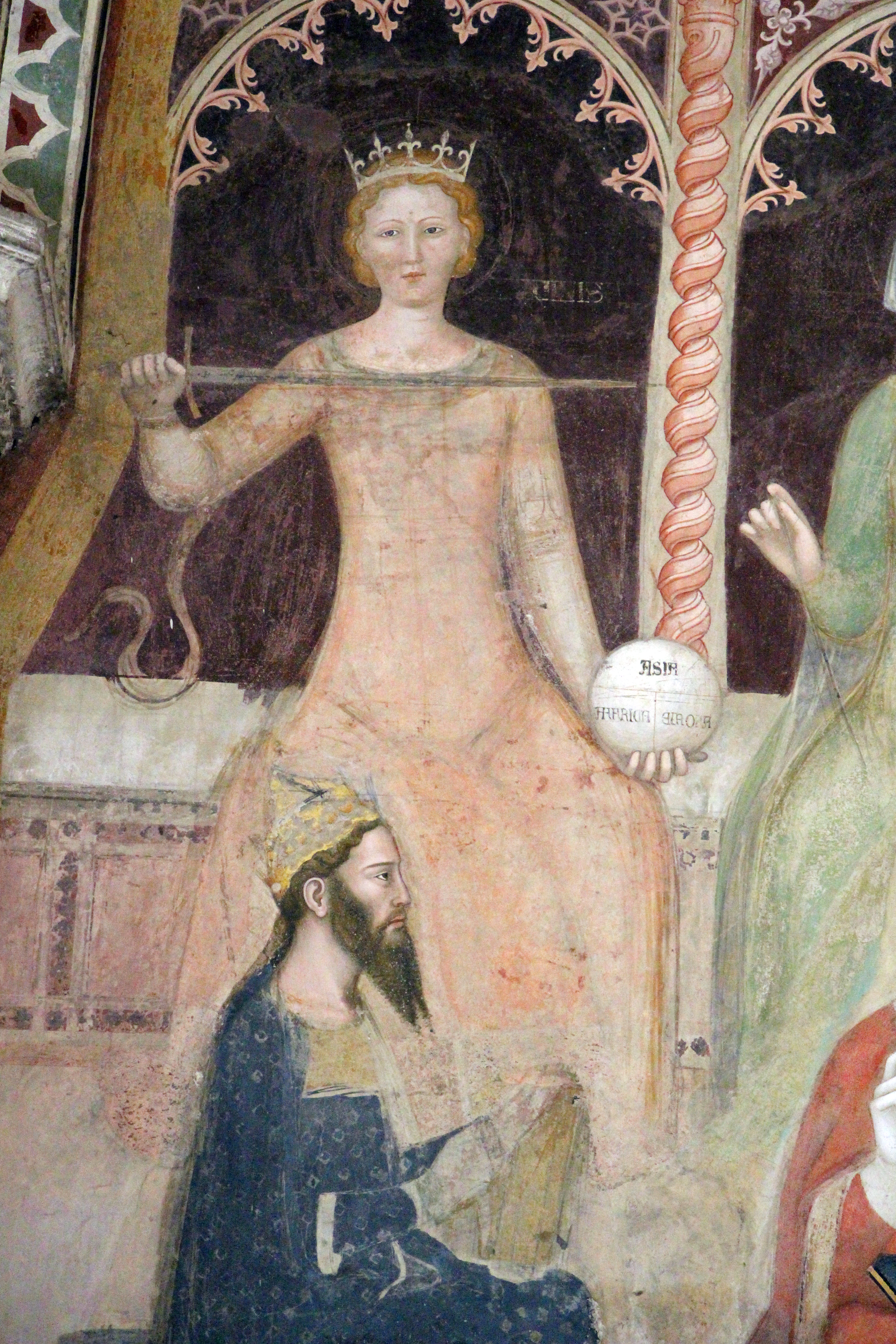
Allégorie du "Droit civil" et portrait de Justinien, détail des "Sciences et Arts", sous une partie de la grande fresque intitulée Triomphe de saint Thomas d'Aquin, par Bonaiuti, du Cappellone degli Spagnoli à Florence.

Le système juridique est organisé, pour tous les États, selon la théorie de la hiérarchie des normes de Hans Kelsen. Les normes inférieures doivent ainsi être en accord avec ce qui est édicté par la norme supérieure.
Les différentes normes hiérarchisées sont :
- La constitution qui constitue la loi fondamentale d'un État.
  - En France, depuis 1971 et la décision Liberté d'association du Conseil constitutionnel, le préambule de la Constitution de 1946 et la déclaration des droits de l'homme et du citoyen sont considérés comme textes à valeur constitutionnelle constituant, avec la Constitution de 1958, le bloc constitutionnel.
  - Les principes fondamentaux reconnus par les lois de la République, reconnus par les Préambules de 1946 et 1958, sont aussi des principes à valeur constitutionnelle (PVC).
  - La Charte de l'environnement de 2004 a été reconnue à valeur constitutionnelle dans la décision du 28 avril 2005, relative à la création du registre international français en ce qui concerne l’immatriculation des navires.
- Les traités internationaux
- Les lois :
  - En France, les lois organiques ont pour objectif de préciser l'organisation des pouvoirs publics et leur fonctionnement, ou de préciser la constitution. Elles ne font pas partie du bloc de constitutionnalité, mais du bloc de légalité où elles ont une valeur juridique supérieure à la loi ordinaire ; les lois non organiques doivent s'y conformer.
- Les règlements :
  - Les décrets (qui sont signés par le président de la république lorsqu'ils sont pris «en conseil des ministres», par le premier ministre sinon. Les décrets ne sont jamais signés par les seuls ministres, même s'ils sont contresignés par eux, sauf pour quelques décrets de nomination).
  - Les arrêtés (ministériels, préfectoraux ou municipaux).
    - En Belgique, les arrêtés royaux sont au même niveau hiérarchique que les décrets en France.
- Les actes :
  - Les actes administratifs
  - Les actes individuels.

Pour trancher entre deux lois qui apparaissent se contredire, on en appelle dans ces cas aux principes généraux du droit :
- On privilégie la loi qui règle un cas particulier précisément évoqué à la loi générale [13],
- Mais on peut à l'inverse privilégier le principe à portée général à la loi prévoyant une hypothèse particulière[réf. souhaitée],
- On privilégie la loi la plus récente à une loi antérieure, sauf en matière pénale où la loi la plus douce est appliquée[14].
- On doit parfois avoir recours à l'intention du législateur, en s'appuyant sur différents éléments, notamment les débats parlementaires ou les déclarations du gouvernement, pour se conformer à l'esprit de la loi.

### Règle de forme
Comme pour la constitution, il faut distinguer deux dimensions de la loi :
- La dimension matérielle : ce sur quoi la loi porte.
- La dimension formelle (ou organique) : qui fait la loi, et comment.

Une loi doit être faite par une autorité dotée du pouvoir législatif, appelée le législateur (quand bien même il s'agit d'une personne abstraite, comme un parlement). Elle doit, en outre, être faite en suivant des formes et procédures bien précises. Enfin, elle doit répondre à la définition d'une loi, telle que définie par l'ordre juridique de la contrée.
Lorsqu'une loi est adoptée, seul le législateur lui-même ou une autorité supérieure pourra la défaire ou la refaire (règle du parallélisme des formes).

### Puissance de la loi
La loi est édictée par un organe, le législateur, auquel on reconnaît une autorité particulière, plus ou moins grande. Il existe à cet égard deux grandes conceptions :
- La loi comme expression de la volonté générale du peuple, de l'intérêt général. Dans cette conception, la loi ne connaît aucune autre limite que celle qu'elle peut poser par ailleurs ; c'est notamment la conception traditionnelle en France. La loi a un contenu symbolique fort, celui de proclamer l'idéal social, mais au risque de négliger les aspects pratiques et les effets réels : peu importe que la loi ne marche pas, pourvu qu'elle soit « juste ». Lorsque cet aspect l'emporte, on obtient des lois contenant de généreuses ou fermes proclamations de principe, des lois de circonstance de réponse à des scandales ou de gestion d'une émotion collective, le tout avec un contenu pratique (permettre, interdire, taxer, subventionner, punir...) réduit ou sans effet significatif. Le faiseur de loi (normalement, le législateur, à moins qu'il soit tombé sous la coupe d'un autre organe politique, comme un parti ou le pouvoir exécutif) domine le champ politique.
- La loi comme limite aux combats inter-individuels pour la prééminence, comme outil moral servant à éviter le recours aux vraies armes. Dans cette conception, la loi et le législateur n'ont d'autorité qu'à la hauteur de leur succès pratique à effectivement organiser une société assez convenable pour les habitants du lieu, c'est-à-dire une autorité limitée et subordonnée aux multiples conceptions morales de ce que les choses devraient être ; des principes supérieurs sont reconnus, qu'aucune loi ne peut enfreindre sans cesser ipso facto d'être une loi. La loi reste une chose très pratique, mais au risque du cynisme et de l'immoralité : peu importe que la loi ne soit pas « juste » si elle atteint ses buts.

Le législateur n'est qu'un organe, important mais pas dominant, du champ politique.
Ces deux conceptions ont des fondements contradictoires, mais restent compatibles en pratique, lorsqu'on conçoit une loi qui se conforme aux idéaux supérieurs (les Droits de l'Homme, les « principes généraux du droit »…), qui exprime quel aspect elle veut en traiter, et qui contient des dispositions pratiques permettant effectivement de s'en rapprocher.

### Portée d'une loi
Dans les États unitaires, seul l'État dispose du pouvoir législatif et peut édicter des lois. Inversement, dans les États fédérés, il existe à la fois des lois fédérales et les lois des entités fédérées. La constitution précise généralement dans ce cas quelles compétences relèvent de l'État fédéral et lesquelles appartiennent aux entités fédérées. Les textes de niveau législatif peuvent porter des noms différents selon qu'ils sont adoptés au niveau fédéral ou au niveau fédéré, comme en Belgique où les lois prises au niveau fédéral et les décrets pris au niveau des communautés ou des régions sont de même niveau dans la hiérarchie des normes. Les constitutions peuvent aussi préciser le domaine de la loi et celui du règlement.

### Processus législatif
La procédure législative comprend habituellement trois grandes phases :
- l'initiative, qui peut venir du pouvoir exécutif ou du pouvoir législatif lui-même[15] ;
- l'adoption du texte par le parlement et de chaque chambre en cas de bicamérisme ou par le peuple par référendum dans les pays où cela est prévu ;
- la Sanction royale et/ou la promulgation suivant les pays, suivi de la publication au journal officiel.

Entre l'adoption et la sanction ou la promulgation peut intervenir un contrôle de constitutionnalité facultatif ou obligatoire selon les circonstances. Ce contrôle peut aussi intervenir a posteriori sur recours au moment où la loi est appliquée, comme cela est le cas en France depuis la réforme constitutionnelle intervenue en 2008 : il s'agit de la QPC ou question prioritaire de constitutionnalité.

### Nom
Les lois sont généralement désignées par leur date ou leur objet (loi de modernisation sociale, loi de séparation de l’Église et de l'État). Par souci démagogique ou simplement mnémotechnique, les lois sont désignées parfois par le nom d'un instigateur, ministre ou parlementaire (loi Perben, loi Sapin, loi Gouvion-Saint-Cyr, loi Mahoux, lois Auroux, etc.), parfois encore par leur date (loi de 1901), ou finalement par leur rang dans la session parlementaire (loi 101, loi C‑36).
En droit, seuls les intitulés exacts sont admis. À la rigueur, on peut accepter les intitulés tronqués ou une simple date. L'utilisation d'un nom de ministre, instigateur de la loi, ne reflète pas le texte constitutionnel, car l'initiative de la loi appartient au gouvernement ou au parlement, jamais à un ministre seul. Il est néanmoins admis de préciser ainsi : loi de 1995 sur l'aménagement territorial (loi dite « Chevènement »).

## Par pays

### Belgique
Le projet de loi est d'initiative gouvernementale et doit être soumis au Conseil d'État, qui dispose d'un délai d'un mois avant de rendre un avis consultatif, tandis qu'une proposition de loi est d'initiative parlementaire.
Les textes votés au niveau régional et communautaire (Région flamande, Région wallonne, Communauté flamande, Communauté française, Communauté germanophone) se nomment « décrets » (régional ou communautaire) et ont la même force contraignante que la loi (les ordonnances de la région de Bruxelles-Capitale ont un statut légèrement distinct). Les règles d'adoption sont les mêmes que pour la loi, mutatis mutandis.
La loi est votée par la Chambre des représentants de Belgique ainsi que parfois par le Sénat belge. Elle est généralement élaborée comme suit :
- un projet est développé par le gouvernement fédéral. Alternativement, le parlement fédéral peut être lui-même l'initiateur du texte, alors appelé « proposition de loi » ;
- le texte devient « projet de loi » lorsqu'il est approuvé soit par la Chambre des représentants, soit par le Sénat ;
- une fois approuvé par la Chambre et par le Sénat, il est soumis à la sanction royale ;
- à moins que la loi elle-même détermine sa date d'entrée en vigueur, elle devient applicable 10 jours après publication dans le Moniteur belge.

Toutes les lois ne sont plus nécessairement votées simultanément par la Chambre et le Sénat. Le phénomène de navette qui existait auparavant (et existe encore en France) et qui ralentissait le processus législatif a ainsi été fortement réduit.
Par exemple, le budget et les naturalisations (lois formelles) sont adoptés par la Chambre seule, le vote du budget étant le symbole par excellence du contrôle du législatif sur l'exécutif.
Mais la révision de la Constitution et l'assentiment aux traités doivent être encore adoptés par les deux Chambres. De plus, 15 sénateurs (ou plus) peuvent demander qu'un projet ou une proposition de loi soit transférée au Sénat : dans ce cas, le même texte doit être adopté par les deux assemblées. En outre, certaines lois doivent être votées à des majorités spéciales.

### France
Désormais, près de 50 % des lois votées chaque année en France, sont des lois visant à la ratification ou l'approbation de conventions internationales, alors que ces dernières ne représentaient que moins de 20 % du total des lois sous la présidence du Général de Gaulle. De plus, parmi les autres 50 % des lois qui ne visent pas à autoriser la ratification de traités internationaux, il convient de souligner l'importance grandissante des normes européennes transposées (directives européennes) par le législateur français.
Le volume des lois votées en France a quadruplé en 35 ans. En matière pénale notamment, les lois se sont multipliées depuis l'entrée en vigueur du nouveau code pénal et du code de procédure pénale. Selon Béatrice Penaud, secrétaire générale adjointe de FO Magistrats, cette prolifération des textes nuit parfois à l'autorité même de la loi.

#### Lois ordinaires
Elles visent à mettre en place une politique économique ou sociale.

#### Lois organiques
Ces lois sont prises en application de la Constitution (la Constitution ordonne que des dispositions doivent être prises par voie législative). Contrôle de constitutionnalité obligatoire.
Elles fixent les modalités d'organisation et de fonctionnement des pouvoirs publics et font l'objet d'une procédure particulière prévue par les articles 46 et 61 de la Constitution.

#### Autres cas
- Lois constitutionnelles : cette catégorie, édictée par la doctrine, n'est pas reconnue par le Conseil constitutionnel ; ce sont des révisions de la Constitution (pouvoir constituant dérivé) ;
- Les ordonnances : héritières des décrets-lois de la IIIe République, elles peuvent avoir valeur législative si :
  - l'ordonnance est approuvée par une loi ;
  - ses dispositions sont reprises dans une loi par le biais d'un cavalier législatif.

#### L'initiative
Un projet de loi est d'initiative gouvernementale. Il doit être soumis au Conseil d'État, qui dispose d'un délai d'un mois avant de rendre un avis consultatif.
Une proposition de loi est d'initiative parlementaire (moins de 10 % des lois votées), depuis la réforme constitutionnelle du 23 juillet 2008 ; elle peut être transmise facultativement au Conseil d'État pour avis.

#### Lois parlementaires
Le parcours d'un projet ou d'une proposition de loi commence au Bureau d'une des deux assemblées qui décide quel jour il ou elle sera débattu par cette assemblée. L'ordre du jour en lui-même est déterminé par le gouvernement. Puis il est donné à l'une des huit commissions parlementaires qui font des rapports et propositions sur le texte. Avec la loi constitutionnelle du 23 juillet 2008, le Parlement doit désormais fixer lui-même son ordre du jour avec néanmoins la possibilité pour le gouvernement de donner la priorité sur certains textes.
Lors de sa discussion parlementaire, le texte peut être modifié par des amendements déposés par les parlementaires de chacune des assemblées. Le texte effectue ainsi la « navette parlementaire » entre les deux assemblées jusqu'à parvenir à un accord des deux chambres sur le fond et la forme du texte législatif. L'Assemblée nationale a le dernier mot en l'absence de consensus, après que le Gouvernement a au préalable convoqué une commission mixte paritaire, composée de sept sénateurs et du même nombre de députés au bout de deux lectures de chacune des chambres ou d'une seule si le Gouvernement déclare l'urgence. La Commission mixte paritaire est convoquée généralement pour faire obstacle aux propositions qui déplaisent au Gouvernement et ainsi faciliter l'adoption de ses propres projets ou proposition qu'il agrée.
Lorsque le texte est définitivement adopté, le président de la République dispose de quinze jours pour le promulguer. S’il le juge nécessaire, le président de la République peut demander au Conseil Constitutionnel son avis sur la constitutionnalité de la loi avant de la promulguer. La promulgation de la loi l'authentifie et la rend exécutoire. Elle est ensuite publiée au Journal officiel de la République française, dans l'édition Lois et décrets.

#### Lois référendaires
Une loi référendaire est une loi prise à la suite d'un référendum, ce qui est une application directe de la démocratie.
Avec le référendum, le parlement n'est plus la seule représentation nationale. La volonté nationale s'exprime face à celle du parlement par un lien direct entre le peuple et l'exécutif. Certains pensent qu'il s'agit d'un plébiscite d'où la méfiance du recours au référendum. Le référendum est toujours encadré par le Conseil constitutionnel au terme de l'article 60 de la Constitution. Il existe plusieurs types de recours au référendum : article 89 (pour les révisions), article 11 (pour l'organisation des pouvoirs), l'article 53 al. 3 (pour l'intégrité du territoire) et l'article 88-5 (pour l'adhésion à l'UE).
Lorsqu'on parle de lois référendaires, on parle de celles prises par la procédure de l'article 11. C'est un pouvoir partagé entre le Président et le Premier ministre, c'est-à-dire que la signature des deux est requise. En vertu de l'article 11, le référendum ne peut porter que « sur l'organisation des pouvoirs publics, sur des réformes relatives à la politique économique, sociale ou environnementale de la nation et aux services publics qui y concourent, ou tendant à autoriser la ratification d'un traité qui, sans être contraire à la Constitution, aurait des incidences sur le fonctionnement des institutions ».
Mais depuis la loi constitutionnelle de 2008, l'initiative du référendum peut également résulter d'une minorité de parlementaires puisque le 3e alinéa de l'article 11 dispose : « Un référendum portant sur le premier alinéa [cité précédemment, ndlr] peut être organisé à l'initiative d'un cinquième des membres du Parlement, soutenue par un dixième des électeurs inscrits sur les listes électorales. Cette initiative prend la forme d'une proposition de loi et ne peut avoir pour objet l'abrogation d'une disposition législative promulguée depuis moins d'un an ».

#### Contrôle de constitutionnalité de la loi
Le contrôle de constitutionnalité des lois se fait en France a priori (avant son entrée en vigueur) et à la suite de la révision constitutionnelle du 23 juillet 2008, un contrôle a posteriori est possible. Ce contrôle est effectué par un organe spécialisé : le Conseil constitutionnel. Le Conseil Constitutionnel se prononce sur la constitutionnalité de la loi qui lui est soumise, à propos des dispositions contestées, mais aussi à propos de toute disposition qu'il estime devoir soulever d'office. L'avis qu'il rend lie toutes les autorités : le Président de la République, qui ne pourra pas promulguer une loi contraire à la Constitution, le gouvernement et les tribunaux, qui devront tenir compte des réserves de conformité énoncées par le conseil dans leurs actes d'application (décrets, arrêtés, circulaires) et décisions.
Cependant, ne sont soumises à ce contrôle que les lois pour lesquelles le Conseil Constitutionnel a été saisi, soit par le Président de la République, soit par le Premier Ministre, soit par l'un des deux Présidents des chambres du Parlement, soit par soixante députés ou sénateurs. Si le conseil n'a pas été saisi, le contrôle de constitutionnalité n'est pas fait a priori, et ne le sera pas non plus après. C'est en particulier le cas pour toutes les lois antérieures à la création du conseil par la Constitution de la Ve République, en date du 4 octobre 1958.
Dans ce cas, une loi inconstitutionnelle peut être en vigueur. C'est la théorie de la loi-écran. Les dispositions légales inconstitutionnelles s'appliqueront, même s'il en résulte des actes (administratifs ou judiciaires) eux-mêmes inconstitutionnels : on dit que la loi « fait écran » entre l'acte et la Constitution.
En pratique, le cas est rare, pour plusieurs raisons. La constitution règle surtout l'organisation de l'État, matière qui est assez peu sujette à contestation constitutionnelle ; les lois organiques qui précisent les détails de cette organisation ont souvent été soumises au contrôle de constitutionnalité. La constitution contient aussi quelques grands principes, dans ses préambules, mais ils sont assez bien partagés et assez anciens pour qu'il soit rare que des lois, même anciennes, viennent en contradiction avec eux. De plus, des traités internationaux peuvent reprendre ces grands principes, et, alors que les juges ne peuvent se référer à la constitution, ils peuvent s'assurer de la conformité d'un acte à un traité. Enfin, une disposition légale donnée peut avoir différentes interprétations pratiques, et dans la mesure du possible on doit lui donner une interprétation compatible avec la constitution.

#### Crise de la loi en France
La loi française serait en crise selon de nombreux juristes, dont le président du conseil constitutionnel, Pierre Mazeaud ; il l'exprime dans ses vœux pour l'année 2005.
Les principaux maux dont souffrirait la loi sont :
- les lois multiples : Il s'agit de l'inflation législative galopante que nous connaissons actuellement. C'est sans doute le pire de tous les maux. Le parlement adopte de multiples lois pour des motifs divers et variés. Le problème, c'est que les députés présents ne sont pas tous juristes. Sont donc adoptées trop souvent des mesures mal écrites, incompréhensibles ou inapplicables.
- les lois jetables : Certaines personnalités politiques, pour des raisons liées à leur carrière, souhaitent associer leur personne et leur nom à une loi. Cependant ces lois peuvent avoir une utilité et une conception discutables, et peuvent tomber dans l’oubli aussi rapidement qu’elles ont été votées. Elles sont alors « jetées » et restent dans ces cas-là inappliquées.
- les lois émotives : C'est une tendance forte. Elle consiste à vouloir légiférer systématiquement dès qu'un problème survient, avant même que les causes du problème soient connues. Une fois l'émotion passée, si la loi a été adoptée, on s'aperçoit souvent, là encore, que prise dans l'urgence, elle a été mal écrite.
- les lois molles : Aussi appelées « neutrons législatifs ». C'est une loi sans contenu obligatoire, qui ne va donc avoir aucun effet en pratique. Liées aux problèmes des lois jetables et émotives.
- les lois protectionnistes : Ce sont des lois destinées à protéger des entreprises en les préservant de la concurrence ou de l'évolution inéluctable des sciences et techniques. C'est le cas de la loi DADVSI.

### Royaume-Uni
La loi se distingue du droit (law) dès lors qu'elle émane du Parlement (statute law). Bien qu'il ait été jugé dès 1610 que le juge ne devait pas appliquer une loi contraire à la raison, il est désormais acquis qu'« à l'opposé du législateur américain dont les lois sont soumises au contrôle constitutionnel, le parlement britannique ne voit reconnaître sa souveraineté limitée par aucun texte ». « Du point de vue du droit constitutionnel, ce qu'aura prescrit le parlement aura force de droit ». En common law, historiquement, le juge était tout puissant pour créer la norme de droit. Désormais, celle-ci se réalise par l'application par le juge du droit législatif ou des règlements d'application. Sur le plan du droit international, les conventions internationales sont transposées par le législateur en l'état ou dans une rédaction différente. Le juge devra appliquer cette dernière.
Quant à l'influence de l'entrée du Royaume-Uni dans le Marché commun en 1973, celle-ci s'est faite par voie réglementaire, et non parlementaire, et n'a donc aucune incidence sur le droit interne anglais : « Pour que le droit communautaire fasse partie du droit anglais, pour que le juge anglais le reconnaisse, il a fallu une loi du parlement (...) : l'European Communities Act (1972) »[réf. souhaitée]. Son article 2 a pour la première fois reconnu la pleine et entière application d'une convention internationale (et du droit dérivé), ce qui a fait jaillir nombre de protestations.
L'Angleterre fait également promulguer l'Habeas Corpus, en 1679, permettant de ne pas être condamné sans preuve de culpabilité[réf. souhaitée].

### Suisse
En Suisse, les lois sont créées par les deux chambres fédérales, le Conseil national ainsi que le Conseil des États. Les politiciens peuvent, au moyen de postulats, créer des lois. Elles sont d'abord analysées en commissions, puis elles doivent être revues par les deux chambres. Une loi ne peut entrer en vigueur qu'avec la majorité des deux chambres.
Quand l'Assemblée fédérale modifie un article de la Constitution fédérale, cette loi est automatiquement soumise au référendum obligatoire. La plupart des lois peuvent être combattues par le peuple au moyen de référendums facultatifs. Le peuple peut lui aussi créer des lois, grâce à la démocratie semi-directe, au moyen d'une initiative, réunissant plus de 100'000 signatures et doit obtenir aux urnes la double majorité.

## Citations

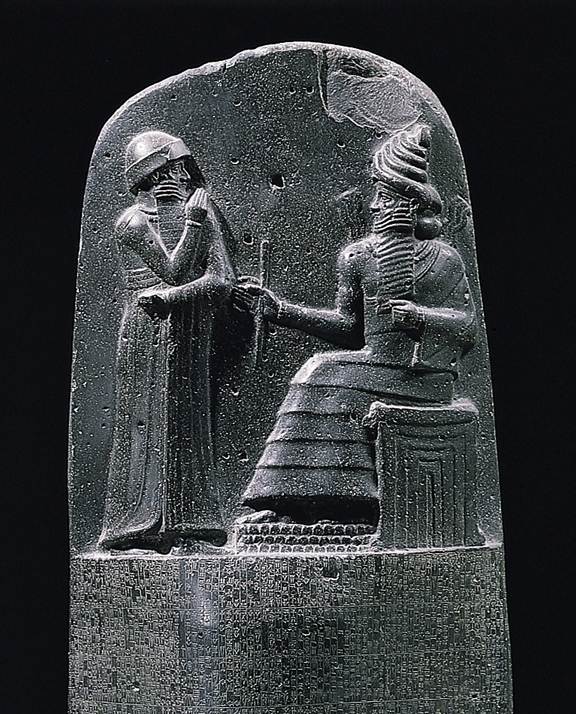
La pierre du roi Hammourabi montre le dieu Shamash qui révèle un code de lois au roi.

« La loi permet ou elle défend, elle ordonne, elle établit, elle punit ou elle récompense ». Portalis
Nemo censetur legem ignorare (nul n'est censé ignorer la loi)
Adage (non légal) tiré d'Aristote (« Nul n'est censé ignorer la loi, surtout quand il est facile de la connaître » sous sa forme complète) et qui ne signifie pas que l'on doit connaître l'ensemble des lois, mais selon lequel on ne peut invoquer l'ignorance de la loi pour échapper à la loi.
« La loi doit avoir autorité sur les hommes, et non les hommes sur la loi. ». Pausanias
« Cedant arma togæ » (Que les armes cèdent à la toge). Cicéron
Le pouvoir consulaire exécutif (potestas) est aux ordres de l'autorité (auctoritas) sénatoriale des auteurs des lois. Ainsi, le pouvoir exécutif présidentiel est orienté et délimité par l'autorité législative conjointe du Congrès et du Sénat des États-Unis.
Les Romains avaient coutume de dire : Dura lex sed lex (La loi est sévère mais c'est la loi).
La loi doit s'appliquer, si on la trouve trop dure (ou, plus généralement, inadaptée), il faut la changer plutôt que l'éluder.
« Il est parfois nécessaire de changer certaines lois, mais le cas est rare, et lorsqu'il arrive, il ne faut y toucher que d'une main tremblante ». Montesquieu
« Une chose n'est pas juste parce qu'elle est loi ; mais elle doit être loi parce qu'elle est juste. ». Montesquieu
La vie, la liberté et la propriété n'existent pas parce que des hommes ont fait des lois. Au contraire, c'est parce que la vie, la liberté et la propriété existaient que les hommes ont fait des lois. (Frédéric Bastiat).
 La loi est une toile d'araignée : le bourdon s'y fraie un passage, la mouche s'y empêtre.
Version russe d'un proverbe ayant son équivalent pratiquement partout
Rien que la loi, tout pour elle. Carré de Malberg, évoquant la tradition légicentriste de la France
Citation de Tite-Live, écrivain romain : Plurimae leges corruptissima respublica. (Plus une république a de lois, plus elle est corrompue.)
« Une loi ne pourra jamais obliger un homme à m’aimer mais il est important qu’elle lui interdise de me lyncher. »[réf. souhaitée]
Martin Luther King
« Summum jus summa injuria » : « la règle la plus absolue est la plus injuste », principe venu du droit romain qui veut que tout principe reçoive des exceptions.